# Stilbula lata
Stilbula lata är en stekelart som beskrevs av T.C. Narendran 1996. Stilbula lata ingår i släktet Stilbula och familjen Eucharitidae. Inga underarter finns listade i Catalogue of Life.